# La Selle-Guerchaise
La Selle-Guerchaise település Franciaországban, Ille-et-Vilaine megyében. Lakosainak száma 153 fő (2022. január 1.). La Selle-Guerchaise Availles-sur-Seiche, Rannée, Cuillé és Fontaine-Couverte községekkel határos.

## Népesség
A település népességének változása:
| Lakosok száma | 168  | 124  | 121  | 140  | 154  | 157  | 154  | 155  | 152  | 153  |
|               | 1968 | 1982 | 1990 | 2006 | 2013 | 2015 | 2017 | 2019 | 2020 | 2022 |